# Siempre en la pared
«Siempre en la pared» es una canción compuesta e interpretada por el músico argentino Luis Alberto Spinetta que se encuentra en el álbum Téster de violencia de 1988, octavo álbum solista y 21º en el que tiene participación decisiva.
El tema está ejecutado por Spinetta (guitarra, voz y programación), Carlos Alberto "Machi" Rufino (bajo), Juan Carlos "Mono" Fontana (teclados), Guillermo Arrom (primera guitarra) y Jota Morelli (batería).

## Contexto
Spinetta venía de realizar su álbum doble junto a Fito Páez La, la, la y de sufrir que durante los recitales de presentación del álbum fueran asesinadas "las madres" de Fito Páez. Semejante situación impactó sobre la obra de ambos: mientras Fito Páez compuso y editó el álbum Ciudad de pobres corazones (1987), Spinetta por su parte expresó su dolor en Téster de violencia.
El contexto histórico de Argentina influía también en el estado emocional de Spinetta. A fines de 1983 la sociedad argentina había reconquistado la democracia y había enjuiciado y condenado a las juntas militares (1985) que cometieron crímenes de lesa humanidad durante la última dictadura. Pero en 1986 ese clima comenzó a enturbiarse cuando el Congreso sancionó la primera de las llamadas leyes de impunidad, seguida al año siguiente de la primera de las sublevaciones militares de carapintadas.

## El álbum
Téster de violencia es un álbum conceptual alrededor del tema de la violencia, que busca ir más allá de una mirada puramente moral y exterior sobre la violencia, para partir de los cuerpos de las personas, como campos en los que esa violencia actúa y a la vez es medida. Para Spinetta la violencia no es sólo "lo horrible", sino la vida misma, desde el hecho mismo de nacer y enfrentar la muerte.

La temática del cuerpo, eje central de Téster de violencia, resulta novedosa para alguien como Spinetta, que durante mucho tiempo le cantó al alma, e incluso bautizó a uno de sus mejores discos como Alma de diamante. Este cambio fue simétrico, además, al hecho de que el Flaco pasó de leer con devoción las obras de Antonin Artaud (para quien el cuerpo es la cárcel del alma) a los textos de Foucault (para quien el alma es la cárcel del cuerpo).
Eduardo Berti, Spineta: crónica e iluminaciones

En el álbum desempeña un papel especialmente importante el Mono Fontana, creador de todos los arreglos de teclados.

## El tema
El tema es el segundo track del álbum solista Téster de violencia, un álbum conceptual alrededor del tema de la violencia. El título de la canción, "Siempre en la pared", había sido originalmente "Sola en la pared", expresión que también contiene la letra.
La letra relatada en segunda persona del singular ("No le pidas nada a la pared, no te escuchará") le pide al destinatario que se aparte de la pared, que deje de hablarle, porque la pared "no escuchará":

no sigas solo en la pared
no tiene caso
no le pidas nada a la pared
no escuchará.
"Siempre en la pared", Luis Alberto Spinetta

La metáfora de la pared es inusual en la obra de Spinetta. En el video correspondiente al tema "Correr frente a ti" (1999) Spinetta vuelve a usar la metáfora, al aparecer cantando frente a la pared hasta que se rompe, simbolizando la incomunicación. En las explicaciones sobre Téster de violencia, Spinetta había explicado que el disco intentaba "revertir la palabra a un campo que no sea el de lo horrible; la violencia no es sólo las atrocidades", que los cuerpos precisan para no morir establecer relaciones de "confinidad:... cuerpo es admisión".
La letra contiene también una alusión explícita al título del álbum:

un insólito abismo testea los cuerpos
que tan sólo habitan lo que fue.
"Siempre en la pared", Luis Alberto Spinetta

Tanto en "Lejísimo" como en "Siempre en la pared" Spinetta elige el color blanco, con significaciones similares, para describir al cielo ("cielo blanco, enorme, lejísimo") y la pared ("tan blanca como la pared"), respectivamente en cada canción.
En el recital realizado en diciembre de 1988 en los jardines de ATC, Spinetta dice al presentar el tema:

Para que no nos quedemos nunca como una pared... Aparte si algún día si somos una pared, por ahí después van a fusilar a alguien delante nuestro.
Luis Alberto Spinetta, Jardines de ATC, diciembre 1988

En las conversaciones registradas por Eduardo Berti en el libro Spinetta: crónica e iluminiciones,Spinetta cuenta que había clasificado las canciones del álbum en dos grupos: "caídas al cuerpo" y "evaporaciones". "Siempre en la pared" había sido incluida en el grupo "evaporaciones".

## Versión de Guillermo Arrom & Los Hermanos Butaca
Guillermo Arrom, guitarrista de la banda de Spineta en varios de los álbumes de la época, incluyendo Téster de violencia, realizó una versión folklórica en ritmo de chacarera junto a Los Hermanos Butaca, que está grabada en el primer CD del álbum Raíz Spinetta Versiones Folklóricas (2014). 